# Пенья (Ивановская область)
Пенья — деревня в Ильинском районе Ивановской области. Входит в состав Ильинского городского поселения.

## География
Находится в западной части Ивановской области на расстоянии приблизительно 8 км на юг-юго-восток по прямой от районного центра поселка Ильинское-Хованское у речки Сахта.

## История
Деревня отмечена была на местных картах 1798 и 1857 года, хотя и не была учтена в статистике Ярославской губернии 1859 года. В 1901 году в ней (тогда деревня Гарской волости Ростовского уезда) было отмечено 12 дворов.

## Население
Постоянное население составляло 1 человек в 2002 году (русские 100 %), 0 в 2010.